# Rocksteady Studios
Rocksteady Studios ist ein britisches Entwicklungsstudio für Videospiele mit Sitz in Highgate, London. Das Unternehmen ist Teil des Medienkonzerns Time Warner.

## Firmengeschichte
Rocksteady Studios wurde von Jamie Walker und Sefton Hill gegründet, die zuvor als Creative Director bzw. Produktionsleiter beim unabhängigen Entwicklerstudio Argonaut Games tätig waren. Nach Schließung von Argonaut 2004 gründeten beide mit finanzieller Unterstützung des Publishers SCi Entertainment (später Eidos) das Studio. SCi erhielt dafür 25,1 % Geschäftsanteile. SCi übertrug dem neuen Studio zudem die Entwicklung des zuvor bei Argonaut in Entwicklung befindlichen Spiels Roll Call. Das Spiel wurde 2006 unter dem Titel Urban Chaos: Riot Response veröffentlicht. Mit Unterstützung des US-amerikanischen Fernsehproduzenten Paul Dini entwickelte Rocksteady anschließend eine Adaption der Comicserie Batman. Das Spiel mit dem Titel Batman: Arkham Asylum wurde 2009 über SCi Entertainments neuen Eigner Square Enix veröffentlicht und erhielt großes Kritikerlob. Im Februar 2010 übernahm der Medienkonzern Time Warner, Inhaber der Batman-Lizenz, über seine Tochter Warner Bros. Interactive Entertainment einen Mehrheitsanteil an Rocksteady, wobei Square Enix Europe seine Anteile weiterhin beibehielt.  2011 erschien nun im Vertrieb von Warner Bros. mit Batman: Arkham City ein Nachfolger zu Arkham Asylum, der ebenfalls großes Kritikerlob und zahlreiche Auszeichnungen erhielt. Beim 2012 erschienenen Hitman: Absolution half Rocksteady im Bereich Motion Capture mit. Während der Spielemesse E3 2016 wurde ein weiterer Titel aus der Arkham-Reihe angekündigt, allerdings ausschließlich für die PlayStation VR. Erschienen ist Batman: Arkham VR im Oktober 2016.
Ende 2022 verließen die Mitbegründer Jamie Walker und Sefton Hill Rocksteady das Unternehmen während der Entwicklung von Suicide Squad: Kill the Justice League. Im Januar 2024 gründeten sie ein neues Unternehmen namens Hundred Stars Studios, das aus maximal „100 Branchenveteranen und aufstrebenden Talenten“ besteht.

## Veröffentlichte Titel
| Jahr | Titel                                  | Plattform             |
| ---- | -------------------------------------- | --------------------- |
| 2006 | Urban Chaos: Riot Response             | PS2, Xbox             |
| 2009 | Batman: Arkham Asylum                  | Win, Mac, PS3, X360   |
| 2011 | Batman: Arkham City                    | Win, Mac, PS3, X360   |
| 2015 | Batman: Arkham Knight                  | Win, PS4, Xbox One    |
| 2016 | Batman: Arkham VR                      | PlayStation VR        |
| 2016 | Batman: Return to Arkham               | Xbox One, PS4         |
| 2024 | Suicide Squad: Kill the Justice League | Win, PS5, Xbox Series |

## Auszeichnungen
- Spike Video Game Awards
  - 2009: Entwicklerstudio des Jahres[8]
  - 2011: Bestes Xbox-360-Spiel, Bestes Action-Adventure und Bestes adaptiertes Computerspiel für Batman: Arkham City[9]
- Interactive Achievement Awards
  - 2010: Bestes Game Design und Beste adaptierte Handlung für Batman: Arkham Asylum[10]
  - 2012: Abenteuerspiel des Jahres für Batman: Arkham City[11]
- BAFTA Video Game Awards
  - 2010: Bestes Spiel, Bestes Gameplay, Beste künstlerische Leistung für Batman: Arkham Asylum[12]
  - 2012: Bestes Actionspiel für Batman: Arkham City[13]
- Game Developers Choice Awards
  - Bestes Game Design für Batman: Arkham Asylum[14]
- Writers’ Guild of Great Britain
  - 2012: Bestes Computerspiel-Drehbuch für Batman: Arkham City[15]